# Ivan Zakmardi

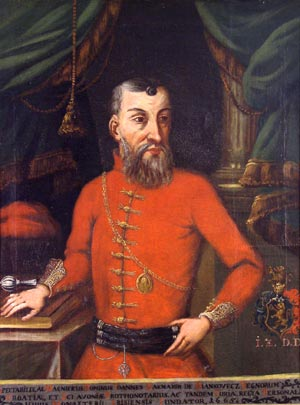
Ivan Zakmardi Dijankovečki, porträtt från 1665 av okänd pauliner.

Ivan Zakmardi (ungerska: Szakmárdi János) eller Ivan Zakmardi Dijankovečki (ibland stavat Ivan Zakmardi de Diankovec med betydelsen af Dijankovec), född omkring 1600 i Križevci, död 20 april 1667 i Banská Bystrica, var en kroatisk adelsman, jurist, humanist och sedan 1642 det kroatiska parlamentets ständigt återvalde representant vid det ungerska parlamentet då beläget i Bratislava.

## Biografi
Zakmardi föddes i en högreståndsfamilj i Križevci. Hans far Petar var länsnotarie och hans mor Magdalena härstammade från Filipčić-ätten. Han examinerades vid Jesuitgymnasiet i Zagreb och studerade filosofi i Olomouc i Mähren. Han förde paulinerna till sin hemort som där lät grunda ett kloster.   
1644 utsågs han till det kroatiska kungarikets protonotarie. Året dessförinnan (1643) hade han fått i uppdrag av det kroatiska parlamentet att låta tillverka en kista för förvaring av de dokument som styrkte det dåvarande habsburgska kungarikets privilegier och juridiska föreskrifter. Han anses därmed, åtminstone i symbolisk mening, ha lagt grunden till det kroatiska statsarkivet.
1662-1667 var han vice landshövding i dåvarande Varaždins län och banens prefekt i rättsliga frågor. 1666 erhöll han titeln baron.
Han avled 1667 i Banská Bystrica. Hans kropp fördes till Zagreb och begravdes i katedralen.

### Fotnoter
1. 1 2 3  Križevcis stadsmuseum Arkiverad 3 maj 2012 hämtat från the Wayback Machine. (kroatiska)
2. 1 2 3 4 5  Miroslav Krleža lexiografiska institut (kroatiska)
3. ↑  Krizevci.net (kroatiska)
4. ↑  Kroatiska statsarkivet Arkiverad 25 mars 2015 hämtat från the Wayback Machine. (engelska)